# Puccinellia mixta
Puccinellia mixta är en gräsart som beskrevs av Holmb. Puccinellia mixta ingår i släktet saltgrässläktet, och familjen gräs. Inga underarter finns listade i Catalogue of Life.